# Lecheng, Gaoyao
Lecheng (kinesiska: 乐城) är en köping i sydöstra Kina. Den ligger i stadsdistriktet Gaoyao i staden Zhaoqing i provinsen Guangdong, omkring 99 kilometer väster om provinshuvudstaden Guangzhou. Antalet invånare är 24 337. Befolkningen består av 12 036 kvinnor och 12 301 män. Barn under 15 år utgör 19,0 %, vuxna 15-64 år 69 %, och äldre över 65 år 10,0 %.